# Marek Fabiusz Dorsuon
Marcus Fabius Dorsuo – rzymski polityk wywodzący się z patrycjuszowskiej rodziny Fabiuszy.
Wybrany na urząd konsula w 345 p.n.e., drugim konsulem w tym roku został Serwiusz Sulpicjusz Kamerynus. W roku pełnienia przez nich urzędu wybuchła wojna z plemieniem Aurunków. W wynika zagrożenia z ich strony mianowano Lucjusza Furiusza na urząd dyktatora.
Po zrzeczeniu się przez Furiusza urzędu dyktatora konsulowie przejęli jego oddziały, wykorzystując je do walki z plemieniem Wolsków i zdobywając Sorę.
Później pełnił prawdopodobnie jeszcze dwa urzędy: interrexa w 340 p.n.e. i jednego z przewodniczących założeniu kolonii w Cales w Kampanii, w 334 p.n.e..